# Sächsische VIII V2
| VIII V2 DR-Baureihe 36.9-10 | VIII V2 DR-Baureihe 36.9-10                                                                                    | VIII V2 DR-Baureihe 36.9-10                                                                                    | VIII V2 DR-Baureihe 36.9-10                                                                                    | VIII V2 DR-Baureihe 36.9-10                                                                                    |
| --------------------------- | --- | --- | --- | --- |
|                             | | | | |
| Hersteller:                 | Sächsische Maschinenfabrik (Chemnitz) Schwartzkopff (Berlin) Maschinenfabrik Esslingen Linke-Hofmann (Breslau) | Sächsische Maschinenfabrik (Chemnitz) Schwartzkopff (Berlin) Maschinenfabrik Esslingen Linke-Hofmann (Breslau) | Sächsische Maschinenfabrik (Chemnitz) Schwartzkopff (Berlin) Maschinenfabrik Esslingen Linke-Hofmann (Breslau) | Sächsische Maschinenfabrik (Chemnitz) Schwartzkopff (Berlin) Maschinenfabrik Esslingen Linke-Hofmann (Breslau) |
| Nummern:                    | 519–538 36 901–919                                                                                             | 539–568 36 921–948                                                                                             | 569–636 36 951–1014                                                                                            | |
| Baujahre:                   | 1896/97 | 1897–1899 | 1900–1902 | |
| Ausmusterung:               | bis 1931 | bis 1931 | bis 1931 | |
| Anzahl:                     | 20 | 30 | 68 | |
| Achsformel:                 | 2'B n2v | 2'B n2v | 2'B n2v | |
| Spurweite:                  | 1.435 mm | 1.435 mm | 1.435 mm | |
| Länge über Puffer:          | 16.790 mm | 16.790 mm | 16.790 mm | |
| Leermasse:                  | 44,7 t | 45,5 t | 49,0 | |
| Reibungsmasse:              | 29,1 | 30,2 | 32,0 | |
| Dienstmasse:                | 49,5 t | 51,6 t | 54,5 t | |
| Achsfahrmasse:              | 14,5 t | 15,1 t | 16,0 | |
| Höchstgeschwindigkeit:      | 80 km/h | 80 km/h | 80 km/h | |
| indizierte Leistung:        | k. A. | k. A. | k. A. | |
| Treibraddurchmesser:        | 1.590 mm | 1.590 mm | 1.590 mm | |
| Laufraddurchmesser:         | 1.065 mm | 1.065 mm | 1.065 mm | |
| Steuerungsart:              | Heusinger | Heusinger | Heusinger | |
| HD-Zylinderdurchmesser:     | 440 mm | 460 mm | 460 mm | |
| ND-Zylinderdurchmesser:     | 650 mm | 680 mm | 680 mm | |
| Kolbenhub:                  | 600 mm | 600 mm | 600 mm | |
| Kesselüberdruck:            | 12 bar | 12 bar | 13 bar | |
| Anzahl der Heizrohre:       | 216 | 216 | 254 | |
| Heizrohrlänge:              | 3.800 mm | 3.800 mm | 3.800 mm | |
| Rostfläche:                 | 1,87 m² | 1,87 m² | 1,87 m² | |
| Strahlungsheizfläche:       | 13,4 m² | 13,4 m² | 15,6 m² | |
| Rohrheizfläche:             | 103,1 m² | 103,1 m² | 121,3 m² | |
| Verdampfungsheizfläche:     | 112,1 m² | 112,1 m² | 130,77 m² | |
| Tenderbauart:               | sä 3 T 9 | sä 2'2' T 16                                                                                                   | sä 2'2' T 21                                                                                                   | |
| Bremsen:                    | Westinghouse-Druckluftbremse                                                                                   | Westinghouse-Druckluftbremse                                                                                   | Westinghouse-Druckluftbremse                                                                                   | |

Als Gattung VIII {\displaystyle \textstyle {\mathfrak {V}}}2 bezeichneten die Königlich Sächsischen Staats-Eisenbahnen zweifach gekuppelte Schlepptenderlokomotiven für den Personenzugdienst. Die Deutsche Reichsbahn ordnete die Lokomotiven ab 1925 in die Baureihe 36.9-10 ein.

## Geschichte
Konstruktiv waren die Lokomotiven von den Schnellzuglokomotiven Gattung VIII V1 abgeleitet. Als Personenzuglokomotiven erhielten die VIII V2 jedoch deutlich verkleinerte Kuppelradsätze. Zur Unterscheidung von den Schnellzuglokomotiven erhielten die neuen Maschinen in der Gattungsbezeichnung eine tiefgestellte „2“ angefügt.
Zwischen 1896 und 1902 wurden 118 Lokomotiven von den Königlich Sächsischen Staatseisenbahnen in Dienst gestellt. In die Fertigung der Lokomotiven waren neben dem Hauslieferanten Sächsische Maschinenfabrik in Chemnitz auch Schwartzkopff in Berlin, die Maschinenfabrik Esslingen und Linke-Hofmann in Breslau einbezogen.
Im Ersten Weltkrieg ging die Nr. 528 aus der ersten Bauserie verloren. Die Maschine wurde später von der Polnischen Staatsbahn PKP als Od101-1 geführt.
Die restlichen Lokomotiven gelangten ab 1920 zur neu gegründeten Deutschen Reichsbahn, welche einige Exemplare schon Anfang der 1920er Jahre ausmusterte. So erhielten 1925 noch 111 Lokomotiven die neuen Betriebsnummern 36 901–919, 36 921–948 und 36 951–1014. Mit dem vermehrten Erscheinen moderner Heißdampflokomotiven wie der sächsischen XII H2, der XIV HT und dem Einsatz preußischer Bauarten in Sachsen wanderten sie bald in untergeordnete Dienste ab. Bis 1931 wurden die Lokomotiven ausgemustert und verschrottet. Für die Nachwelt blieb kein Exemplar museal erhalten.

## Einsatz
Verwendet wurden die Lokomotiven bevorzugt vor Personenzügen auf den ins Erzgebirge führenden Eisenbahnlinien. Belegt sind jedoch auch Einsätze vor Schnellzügen. Durch die kleinen Treibräder besaßen die Lokomotiven eine gute Beschleunigung, zumal die mögliche Geschwindigkeit von 80 km/h vor Schnellzügen im Bergland ausreichend war. Eingesetzt wurden die Lokomotiven vor allem auf den Strecken von Chemnitz nach Riesa, Annaberg und Aue, von Dresden nach Görlitz und Zittau und auf der Strecke Dresden–Leipzig.
Anfang der 1920er Jahre oblag ihnen auch die Beförderung der bis zu 50 Achsen starken Ausflugszüge von Dresden in die Sächsische Schweiz. Zuletzt wurden die Lokomotiven noch im Dresdner Vorortverkehr verwendet, auch Einsätze vor Leig-Zügen sind bekannt.

## Technische Merkmale
Der Kessel besaß eine für die sächsischen Loks typische Belpaire-Feuerbüchse und war zwischen den Rahmenwangen im Feuerbüchsbereich eingezogen. Zur Kesselspeisung dienten zwei Dampfstrahlpumpen der Bauart Schäfer & Buddenberg.
Die Dampfmaschine war ein Zweizylinder-Verbundtriebwerk mit Heusingersteuerung und Lindnerscher Anfahrvorrichtung. Angetrieben wurde die erste Kuppelachse. Das vordere zweiachsige Drehgestell besaß einen Achsstand von 2.150 mm und eine Seitenbeweglichkeit von 39 mm.
Als Bremse war eine Westinghouse-Druckluftbremse eingebaut. Die Bremse wirkte auf beide Kuppelradsätze beidseitig. Die Laufradsätze im Drehgestell waren ungebremst.
Die Loks waren mit Schlepptendern der sächsischen Bauarten sä 3 T 9, sä 2'2' T 16 und 2'2' T 21 gekuppelt.